# Barbilophozia attenuata
Barbilophozia attenuata ist eine Lebermoos-Art aus der Familie Lophoziaceae und gehört zur Gruppe der beblätterten Lebermoose. Deutsche Namen sind Schlankes Zilienlebermoos, Schlankes Bartspitzmoos, Flagellen-Neubartspitzmoos.

## Merkmale
Barbilophozia attenuata bildet lockere, schmutziggrüne bis braungrüne Rasen. Die aufsteigenden bis aufrechten Pflanzen sind bis 5 Zentimeter lang und 0,5 bis 1,8 Millimeter breit. Ihre Unterseite ist mit kurzen Rhizoiden besetzt.
Die Flankenblätter sind am Stämmchen schräg bis fast quer angewachsen, etwa 0,6 Millimeter lang und etwas breiter als lang, im oberen Drittel in meist drei Lappen geteilt. Am Blattgrund sind keine Zilien vorhanden. Die abgerundeten Blattzellen messen 16 bis 26 Mikrometer und haben dreieckige Eckverdickungen. Pro Zelle sind etwa 3 bis 6 runde Ölkörper vorhanden. Unterblätter fehlen meist.
Charakteristisch für die Art sind an den Stämmchenspitzen fast immer vorhandene, deutlich dünnere, fadenförmige und schuppenartig beblätterte, aufrechte, etwa 10 bis 15 Millimeter lange Sprösschen, an denen Brutkörper gebildet werden, die der Ausbreitung der Art dienen.
Die Art ist diözisch. Das Perianth ist keulenförmig-zylindrisch und in der oberen Hälfte faltig. Sporogone sind sehr selten.

## Standortansprüche
Das Moos wächst auf moorigen und humosen Böden, auf Totholz, auf kalkarmen Felsen und Blöcken an meist schattigen, frischen bis feuchten Standorten in Mooren, subalpinen Wäldern, ober der Waldgrenze in Zwergstrauchheiden und nordseitigen Felsfluren. Der Verbreitungsschwerpunkt liegt in der montanen bis subalpinen Höhenstufe.

## Verbreitung
Vorkommen der zirkumpolar verbreiteten Art befinden sich in West-, Nord- und Zentraleuropa, in Nordasien, Japan, Taiwan und in Nordamerika.
In Mitteleuropa liegt das Hauptverbreitungsgebiet in den Mittelgebirgen und in den Alpen, wo sie zerstreut vorkommt.

## Systematik
In neueren bryologischen Publikationen wird die Art mit der Bezeichnung Neoorthocaulis attenuatus (Mart.) L.Söderstr. in die Familie Anastrophyllaceae und die Ordnung Jungermanniales gestellt.